# リョーマ (ファッションモデル)
リョーマ（1984年2月5日 - ）は、日本の男性ファッションモデル。
大阪府出身。ピープロ所属。血液型はA型。身長169cm。みずがめ座。
「MEN'S KNUCKLE」、「Men's SPIDER」などのストリートファッション誌でモデルとして活動する一方、2008年、アクセサリーブランド『EXTASER（エクスターシャ）』を立ち上げデザイナーとしても活動している。

## 来歴
- 2001年、18歳の終わりころ、大阪のミナミでホストになる。
- ホストになったきっかけは当時大阪ミナミで有名だったホスト「壱世」に出会ったこと』。[1]

- 2003年、ミリオン出版の倉科典仁のスカウトを受け、モデルとしてデビューする。活動を開始した当初からアクセサリー作りに関心を持ち、1点ものの作品を手がけては親しい友人などに送っていた。
- 2007年9月、東京都渋谷のファッションビル『109-2 (商業施設)』を中心に全国のマルキュー店舗にて、リョーマを中央に、Men's eggモデルや109系のカリスマショップ店員などが集合した巨大ポスターが出現した。
- ニューヨークで1人のアーティストと出会い、メッセージや感性の全てを作品に表現していることに感銘し、2008年、秋、アクセサリーブランド『EXTASER（エクスターシャ）』を立ち上げる。

## 人物
- ファッションの参考にしている男性は『ファイナルファンタジーVII』の『クラウド・ストライフ (Cloud Strife) 』。[2]
- 好きなファッションブランドは、SEVEN、SHELLAC、NO-ID、ロエン、roar。
- 愛用のシルバーアクセサリーブランドはジャスティンデイビス(Justin Davis) 。
- 好きな色は赤、白、黒、金、銀、ピンクなどはっきりしたカラー。
- 大阪で好きな場所は鶴橋。
- マイブームはお香。インドの雑貨屋っぽい香りが好き。
- 左上腕部に鳳凰、右胸上部にライオンをイメージした動物のタトゥーがある。
- 現役のホストでもあり、愛知県名古屋市のホストクラブ『LOST COLOR』に、塞上リョーマ（さえがみりょおま）という源氏名で勤務している。

## デザイナーとしての活動

### ブランド
EXTASER（エクスターシャ）
リョーマがクリエイティブ・ディレクター（デザイナー）を務めるアクセサリーブランド。2008年、秋発足。
ブランド名は英語のECSTASY（エクスタシー）からの造語で、狂喜や歓喜を与えるといった意味を持つ。その名の通り、手にした人すべてにエクスタシーを与え、喜んでもらえたらというデザイナーの想いが込められている。
デザインのコンセプトは、「この世に存在しないものを表現していくこと」。モチーフ的なものに縛られないデザイナーの内面的世界を表現したアクセサリー造りを目指している。

## 活動

### 雑誌
- 『MEN'S KNUCKLE（メンズナックル）』モデル
- 『BOY'S KNUCKLE（ボーイズナックル）』モデル
- 『HOST KNUCKLE （ホストナックル）』 モデル
- 『Men's SPIDER （メンズスパイダー）』 モデル
- 『小悪魔ageha』

### 音楽
- CD『ホストランス2』イメージキャラクター
- CD『ホストパラダイス』イメージキャラクター

## 関連性のある人物
鮎川優
リョーマの所属事務所および雑誌MEN'S KNUCKLE、Men's SPIDERのプロデューサー。
陽生
MEN'S KNUCKLE専属モデル。リョーマと一緒に表紙を飾ることが多かった。
百合華
リョーマと同じモデルエージェンシー『株式会社ピープロ』所属のモデル。ファッション雑誌小悪魔ageha、Men's SPIDERなどで活動。